# Alessio Zaccone
Alessio Zaccone (geboren 7. September 1981 in Alessandria) ist ein italienischer Physiker.

## Karriere und Forschung
Nach seiner Promotion an der ETH Zürich hatte er Lehraufträge an der Technische Universität München, an der University of Cambridge und am Institut für Physik der Universität Mailand inne. Im Jahr 2015 wurde er zum Fellow des Queens’ College (Cambridge) gewählt.
Zaccone leistete Beiträge zu verschiedenen Bereichen der Physik der kondensierten Materie.
Er ist bekannt für seine Arbeiten zur Atomtheorie der Elastizität und Viskoelastizität Amorphen Materials, insbesondere für die Entwicklung der mikroskopischen Theorie der Elastizität von zufälligen Kugelpackungen, und elastischen Zufallsnetzwerken. Mit Konrad Samwer entwickelte er die Krausser-Samwer-Zaccone-Gleichung für die Viskosität von Flüssigkeiten.
Mit Eugene Terentjev entwickelte er eine Theorie des Glasübergangs auf molekularer Ebene, die auf der Thermoelastizität beruht und die Ableitung, auf molekularer Ebene, der Flory-Fox-Gleichung für die Glasübergangstemperatur von Polymeren ermöglicht.
Er ist auch dafür bekannt, dass er in seiner Doktorarbeit die Erweiterung der DLVO-Theorie entwickelt hat, die die Stabilität kolloidaler Systeme unter fluiddynamischen Bedingungen auf der Grundlage einer neuen Lösung (entwickelt mit der Methode der angepassten asymptotischen Erweiterungen) der Smoluchowski-Konvektions-Diffusions-Gleichung beschreibt. Die Vorhersagen der Theorie wurden von verschiedenen Forschergruppen ausführlich experimentell überprüft. Ebenfalls in seiner Doktorarbeit entwickelte er eine Formel für den Schubmodul von kolloidalen Nanomaterialien, die experimentell in allen Einzelheiten bestätigt wurde. Im Jahr 2020 entdeckte er und sagte mathematisch voraus, dass der niederfrequente Schubmodul von eingeschlossenen Flüssigkeiten mit der umgekehrten kubischen Potenz der Größe des Einschlusses skaliert.
2017 wurde er in der von der American Chemical Society herausgegebenen Zeitschrift Industrial & Engineering Chemistry Research als einer der 37 einflussreichsten Forscher weltweit (mit weniger als 10–12 Jahren unabhängiger Karriere) aufgelistet. Im Jahr 2020 wurde er vom Journal of Physics, das vom Institute of Physics herausgegeben wird, unter den Emerging Leaders aufgeführt.
Mit Stand Oktober 2023 hat er weit über 150 Artikel in peer-reviewed Fachzeitschriften veröffentlicht, h-index=40.
Im Jahr 2021 leitete er ein Team, das gut definierte topologische Defekte als Vermittler von Plastizität theoretisch vorhersagte und rechnerisch entdeckte. Diese Entdeckung wurde später von einer Forschergruppe unter Leitung von Wei-Hua Wang und Walter Kob unabhängig bestätigt.
Im Januar 2022 schlug er eine Näherungslösung für das Problem der zufälligen engen Packung in 2D und 3D vor, die online mehrfach kommentiert wurde.

## Preise und Ehrungen
- 2010 – Alexander von Humboldt Fellowship
- 2011 – Oppenheimer Fellowship
- 2011 – ETH Medal Award
- 2014 – Swiss National Science Foundation Professorship[23]
- 2015 – Fellowship of Queens’ College, Cambridge[7]
- 2015 – Mößbauer-Professur of the Technical University of Munich[24]
- 2017 – Industrial & Engineering Chemistry Research Class of 2017 Influential Researcher[25][26]
- 2020 – Gauß-Professur of the Göttingen Academy of Sciences and Humanities[27]
- 2020 – Journal of Physics: Materials Emerging Leader[28]

## Ausgewählte Veröffentlichungen
- Gu S., Wunder S., Lu Y., Ballauff M., Fenger R., Rademann K., Jaquet B., Zaccone A.: Kinetic Analysis of the Catalytic Reduction of 4-Nitrophenol by Metallic Nanoparticles. In: Journal of Physical Chemistry C. Band 118, Nr. 32, 2014, S. 18618–18625, doi:10.1021/jp5060606.
- Zaccone A., Scossa-Romano E.: Approximate analytical description of the nonaffine response of amorphous solids. In: Physical Review B. Band 83, Nr. 18, 2011, S. 184205, doi:10.1103/PhysRevB.83.184205, arxiv:1102.0162, bibcode:2011PhRvB..83r4205Z.
- Zaccone A., Terentjev E.: Disorder-Assisted Melting and the Glass Transition in Amorphous Solids. In: Physical Review Letters. Band 110, Nr. 17, 2013, S. 178002, doi:10.1103/PhysRevLett.110.178002, PMID 23679782, arxiv:1212.2020, bibcode:2013PhRvL.110q8002Z.
- Krausser J., Samwer K. H., Zaccone A.: Interatomic repulsion softness directly controls the fragility of supercooled metallic melts. In: Proceedings of the National Academy of Sciences of the USA. Band 112, Nr. 45, 2015, S. 13762–7, doi:10.1073/pnas.1503741112, PMID 26504208, PMC 4653154 (freier Volltext), arxiv:1510.08117, bibcode:2015PNAS..11213762K.